# Foradada del Toscar
Foradada del Toscar es un municipio español de la Ribagorza, en la provincia de Huesca, Aragón. Su lengua propia es el fovano y el aragonés mediorribagorzano ya que la disparidad de sus aldeas incluye localidades como A Cort, As Corz y Foradada que hablan fovano y el resto aragonés ribagorzano. Se encuentra en uno de los últimos ramales de la sierra Ferrera, limitando con Sobrarbe .

## Geografía

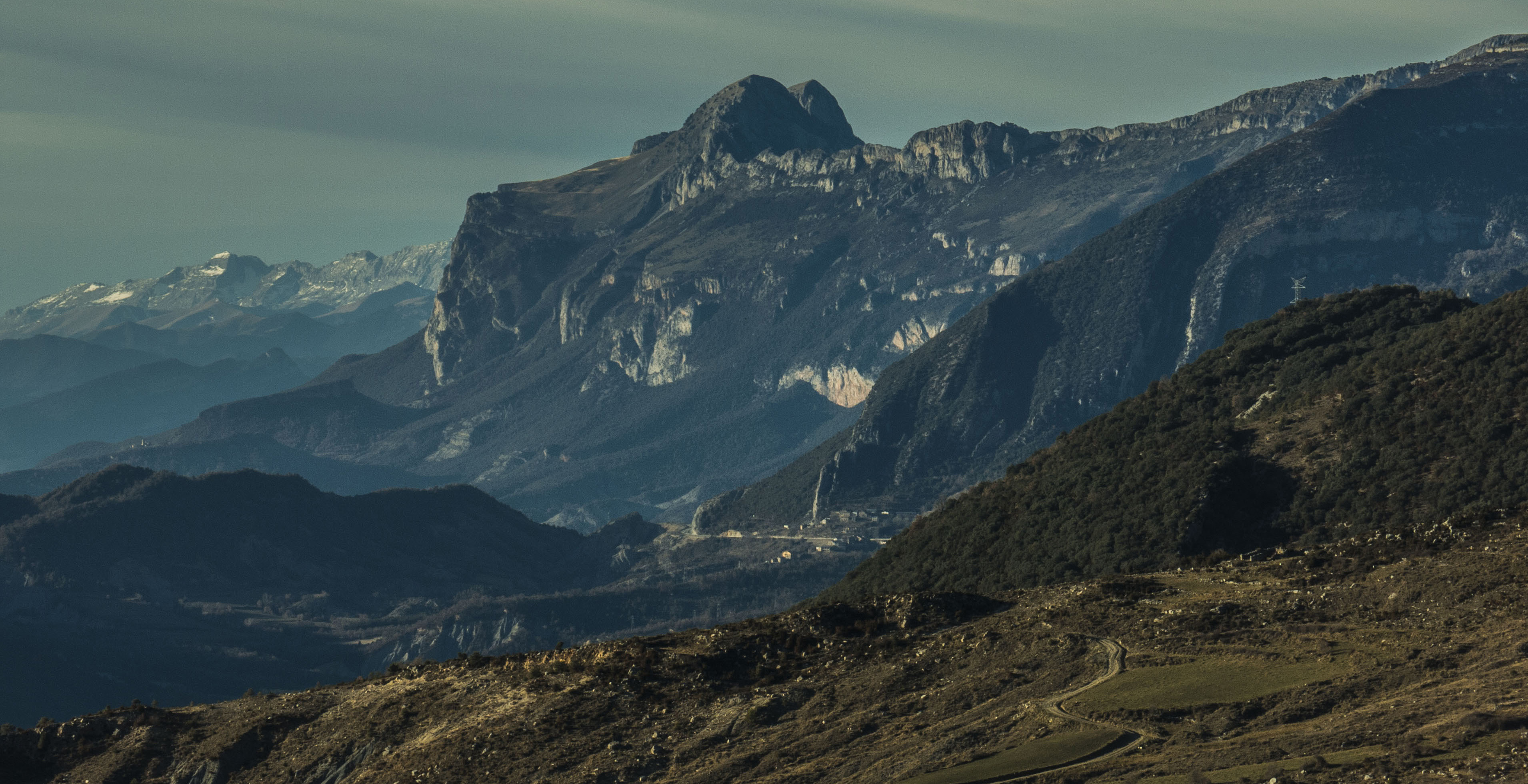
Foradada del Toscar está situado al sur de la Sierra Ferrera

### Núcleos de población
- Bacamorta
- Las Colladas
- Espluga
- Foradada (capital del municipio)
- Lacort
- Lascorz
- Morillo de Liena
- Navarri
- Senz
- Víu

## Demografía
Foradada del Toscar cuenta con una población de 169 habitantes (INE 2024).
| Gráfica de evolución demográfica de Foradada del Toscar entre 1842 y 2021 |
| |
| Población de derecho según los censos de población del INE Población de hecho según los censos de población del INEEntre el censo de 1857 y el anterior, crece el término del municipio porque incorpora a Las Casas de la Collada, Morillo de Liena, Navarri, Senz y Viu Entre el censo de 1970 y el anterior, crece el término del municipio porque recibe una parte de Merli |

## Urbanismo
Está dividido en dos partes: la villa alta y la baja.

## Administración y política
| Período   | Alcalde                          | Partido |  |
| --------- | -------------------------------- | ------- |  |
| 1979-1983 | Jaime Ballarín Raso              | UCD     |  |
| 1983-1987 |                                  |         |  |
| 1987-1991 |                                  |         |  |
| 1991-1995 |                                  |         |  |
| 1995-1999 |                                  |         |  |
| 1999-2003 |                                  |         |  |
| 2003-2007 |                                  |         |  |
| 2007-2011 | María Carmen Castillón Castillón | PSOE    |  |
| 2011-2015 | Joaquín Senz Gabás               | Ind.    |  |
| 2015-2019 | Pedro Manuel Puyalto Delmas      | PSOE    |  |

| Partido político    | Partido político                                   | 2003   | 2007   | 2011   | 2015   |
| Partido político    | Partido político                                   | Ediles | Ediles | Ediles | Ediles |
|                     | Partido de los Socialistas de Aragón (PSOE-Aragón) | 1      | 4      | —      | 2      |
|                     | Partido Popular de Aragón (PP)                     | —      | —      | —      | 2      |
|                     | Partido Aragonés (PAR)                             | 4      | 1      | 1      | 1      |
|                     | Independientes                                     | —      | —      | 4      | —      |
|                     | Chunta Aragonesista (CHA)                          | —      | 0      | —      | —      |
| Total de concejales | Total de concejales                                | 5      | 5      | 5      | 5      |

## Patrimonio
- Iglesia parroquial, de los siglos XVI-XVII con abundantes reformas posteriores.[3]

- Patrimonio lingüístico: en este municipio se habla aragonés fovano en las localidades de A Cort, As Cortz y Foradada. En este último con algunos rasgos de transición al ribagorzano como el uso de los artículos EL, LA, LOS, LAS (frente a O, A, OS, AS) en el resto y el uso del pronombre MOS (frente a NOS en el resto). La otras localidades utilizan el aragonés ribagorzano en Navarri, Las Colladas, Espluga, Bacamorta, Morillo de Liena, Senz y Viu.